# سيتروين سي 1
سيارة سيتروين سي 1 هي سيارة مدينة التي تصنعها سيتروين منذ جوان 2005.
تم تطوير سيتروين سي 1 كجزء من مشروع B-Zero بيجو سيتروين وشركة تويوتا اليابانية.سيارة بيجو 107 مطابقا تماما لسيتروان سي 1 بينما نجد أن تويوتا أيجو مختلفة بعض الشيء عنهما لكن الشبه يبقى واضحا.تم صناعة كل منها في مصنع مشرك (تويوتا بيجو سيتروين) في مدينة كولين في جمهورية التشيك.
تم تقديم السيارة أول مرة في معرض جنيف للسيارات عام 2005.هي سيارة بأربعة مقاعد و ثلاثة أو خمسة أبواب هاتشباك قياس 3.40 متر طولا .صمم السيارة المصمم دوناتو كوكو.

## الجيل الأول 2005 - 2014

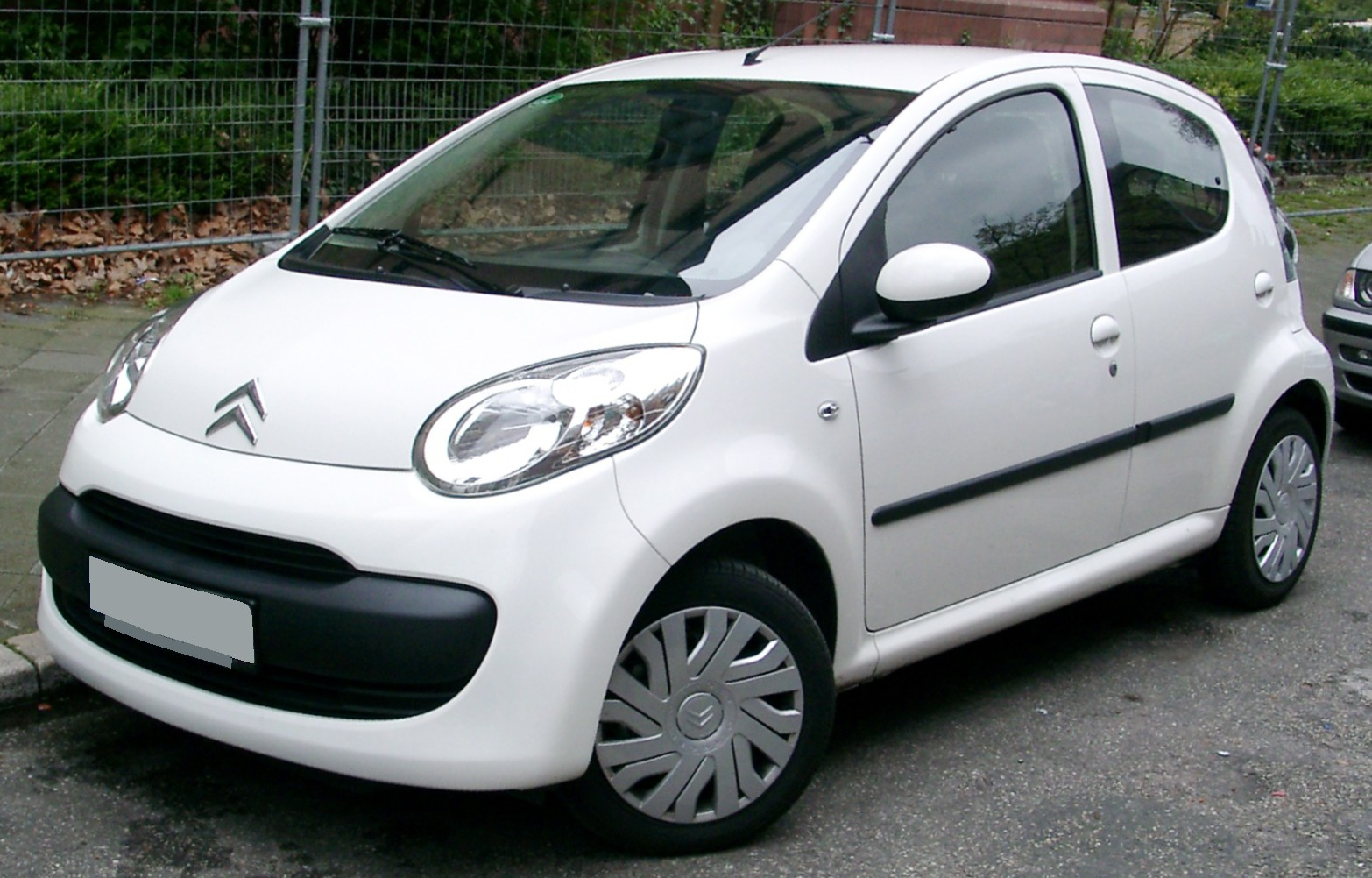
نموذج 2005

تتشابه سيارة سيتروان سي1 مع بيجو 107 ولكن سيارة تويوتا أيجو مختلفة قليلا وقد ظهرت هذه النماذج في نفس العام تقريبا.دعمت سيتروين سي 1 بمحرك سعته 1.0 لتر ثلاثي الأسطوانات ويعتبر محرك اقتصادي في إستهلاك الوقود 4.6 ل/100كم . وكذلك محرك ديزل رباعي الأسطوانات (HDI) الذي يعتبر اقتصاديا أيضا 4.1ل/100كم.فبحسب مجلة (Der Spiegel) الألمانية تعتبر سي1 ثاني سيارة في اقتصاد الوقود بكلتا المحركين بعد تويوتا بريوس، و سمارت فورتو.
ففي عام 2010 قامت بيجو سيتروين بسحب أزيد من 100.000 وحدة من بيجو 107 و سيتروين سي 1 في جميع أنحاء العالم، من قبل شركة تويوتا حيث كانت فيها مشكلة دواسة الوقود في تويوتا أيجو .

### محركات
| محرك بنزين | محرك بنزين | محرك بنزين | محرك بنزين                                    | محرك بنزين                                 | محرك بنزين     | محرك بنزين          | محرك بنزين | محرك بنزين          |
| نموذج      | محرك       | السعة      | القوة                                         | العزم                                      | 0–100م;كم/ث، س | السرعة القصوى       | ملاحظة     | CO2 الانبعاث (g/km) |
| ---------- | ---------- | ---------- | --------------------------------------------- | ------------------------------------------ | -------------- | ------------------- | ---------- | ------------------- |
| 1.0i 12V   | I3         | 998 cc     | 68 PS (50 كـو؛ 67 حصان) @6000 دورة في الدقيقة | 93 ن·م (69 رطل·قدم) @3600 دورة في الدقيقة  | 13.7           | 98 ميل/س (158 كم/س) |            | 106                 |
| محرك ديزل  |            |            |                                               |                                            |                |                     |            |                     |
| نموذج      | محرك       | السعة      | القوة                                         | العزم                                      | 0–100م;كم/ث، س | السرعة القصوى       | ملاحظة     | CO2 الانبعاث (g/km) |
| 1.4HDi 8V  | I4         | 1398 cc    | 55 PS (40 كـو؛ 54 حصان) @4000 دورة في الدقيقة | 130 ن·م (96 رطل·قدم) @1750 دورة في الدقيقة | 15.6           | 96 ميل/س (154 كم/س) |            | 109                 |

### تحديث 2009

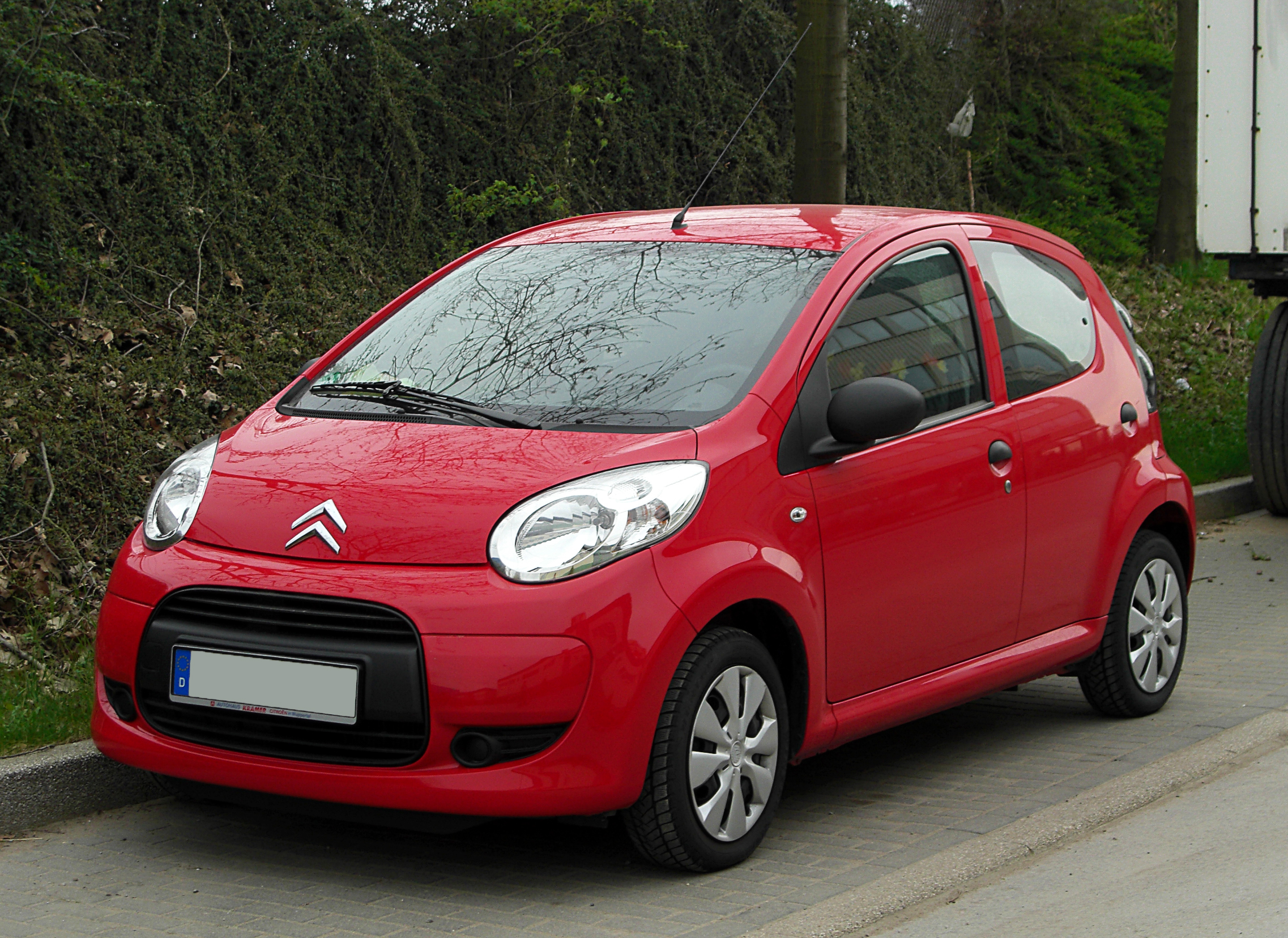
نموذج 2009

في جانفي 2009، تم تغيير واجهة السيارة وكذلك بالنسبة لبيجو 107 و تويوتا أيجو.حيث إحتوت سي 1 على مصدات صدمات أمامية و شبكة أمامية جديدة وذلك تماشيا مع مظهر سيارات سيتروين، تم تغيير نماذج (basic Vibe) لتصبح (VT) وكذلك (Rhythm ) لتصبح (VTR)، تم تغيير أنسجة المقاعد وعناصر التهوية والمصدات الأمامية وأغطية العجلات.
الإصدار الخاص (Splash) كان متاحا من البداية لكنه محدود جدا، مع ذلك إحتوى على مكيف الهواء و النوافذ الأمامية الكهربائية و مشغل الأقراص المدمجة. كما أتيح في  (Splash) ألوان الأزرق، والأبيض، الأزرق ا جاء مع مرايا جانبية بيضاء أما الأبيض جاء مع مرايا جانبية سوداء لامعة.
بالنسبة للمحرك فقد بقي نفسه وهو محرك بنزين سعته 1.0 لتر بانبعاث قدره 106غ/كم من CO2 ، و إستهلاك قدره 3.9 ل/ 100 كم . كذلك محرك الديزل لم يتغير فبقي بسعة 1.4 لتر .

### تحديث 2012

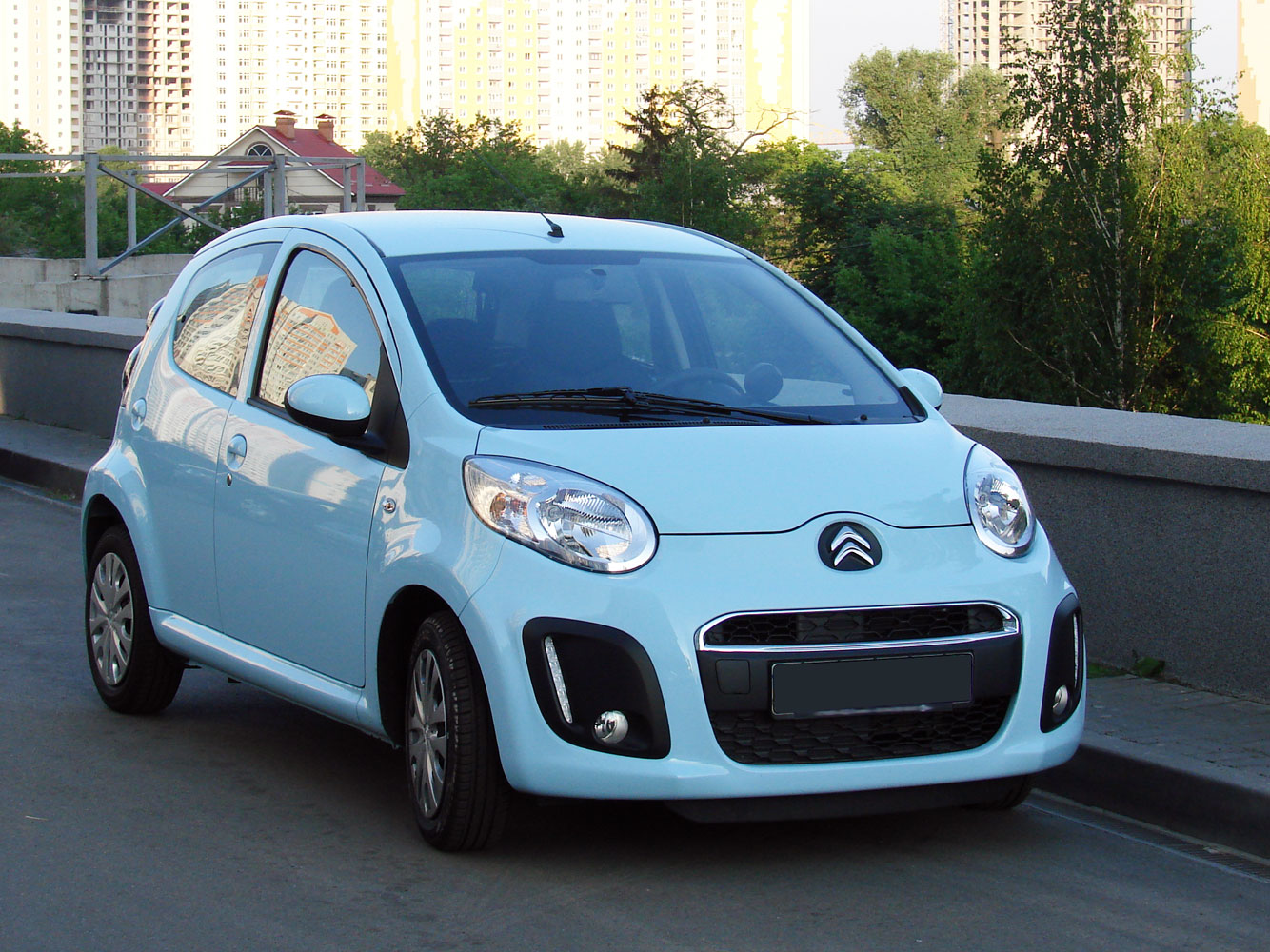
نموذج 2012

وضعت سيتروين المزيد من التغييرات الجمالية على سي 1 في عام 2012، وشمل هذا مصدات و أضواء نهارية (LED) جديدة، كما تم تحسين إستهلاك الوقود، أما في الداخل تم تحديث مشغل الأقراص المدمجة و المقود.

### السلامة
نتائج برنامج تقييم السيارات الجديدة الأوروبي 2005:
- الركاب البالغين: , سجل 26
- الكاب الأطفال: , سجل 37
- المشاة: , سجل 14

## الجيل الثاني 2014 - الآن

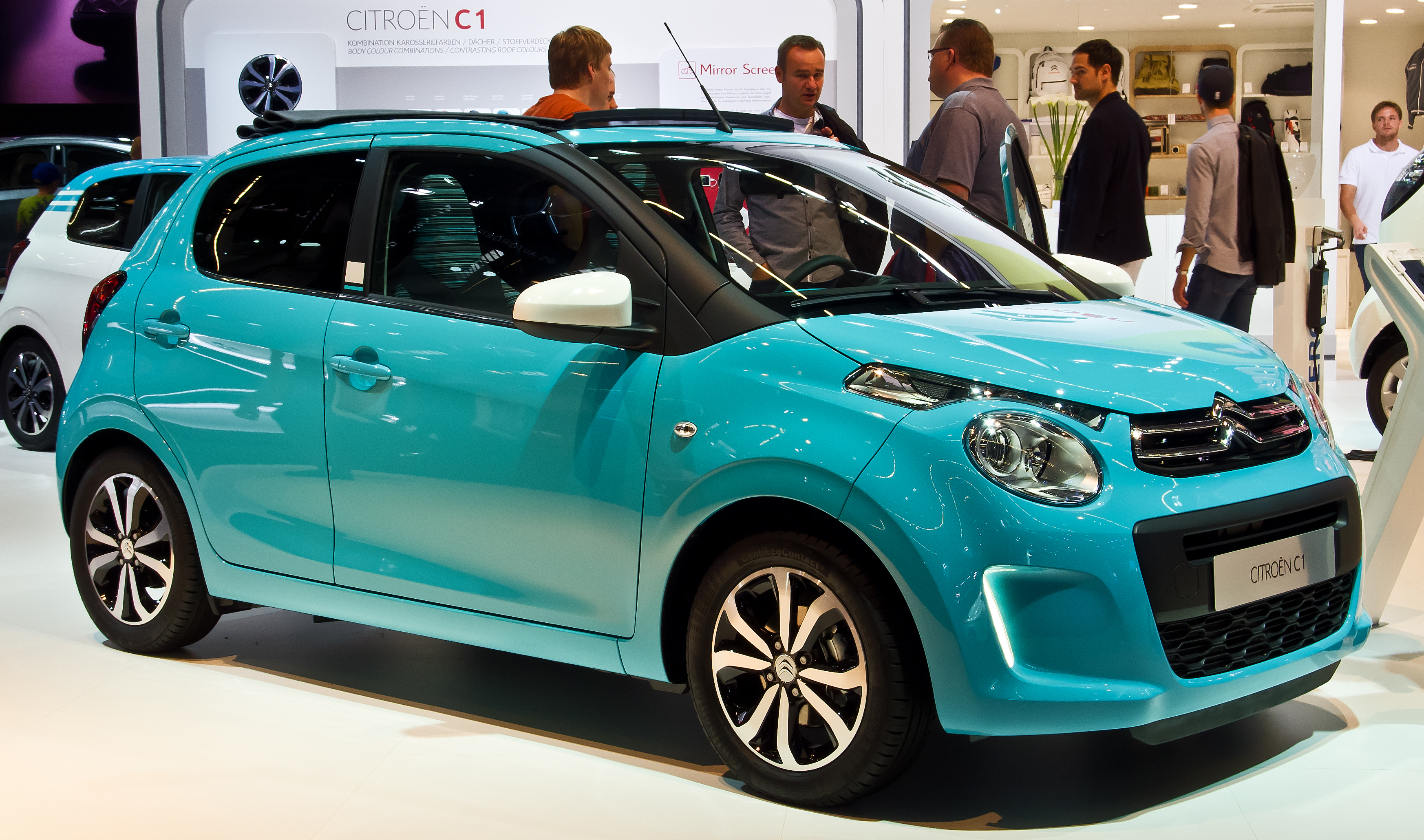
نموذج 2014

تم الكشف عنه في معرض جنيف للسيارات عام 2014، فقد تم إعادة تصميمها بالكامل، تم إنتاجها في مصنع تويوتا بيجو سيتروين في التشيك مع بيجو 108 وتويوتا أيجو.
- قاعدة العجلات= 2340 ملم
- طول= 3470 ملم
- عرض= 1620 ملم
- ارتفاع= 1468 ملم
- الوزن= 805 كجم

## المبيعات
| السنة | الإنتاج العالمي | المبيعات حول العالم | ملاحظات                           |
| 2009  | 116,100         | 117,000             |                                   |
| 2010  | 102,250         | 105,200             |                                   |
| 2011  | 88,669          | 87,673              | بلغ إجمالي الإنتاج 639,760 وحدة.  |
| 2012  | 65,800          | 66,700              | بلغ إجمالي الإنتاج 705,600 وحدة . |
| 2013  | 58,470          | 59,500              |                                   |
| 2014  | 64,650          | 62,500              |                                   |
| 2015  | 60,630          | 62,100              |                                   |